# Trevor Morgan (calciatore)
Trevor James Morgan (Forest Gate, 30 settembre 1956) è un allenatore di calcio ed ex calciatore inglese, di ruolo attaccante.

## Biografia
Trevor Morgan è tifoso del West Ham, essendo nato nei pressi di Upton Park. Ha tre figli adulti che vivono in Australia.

## Palmarès

### Club

#### Competizioni nazionali
- Football League Trophy: 1

Bolton: 1988-1989